# Герцог Камберленд

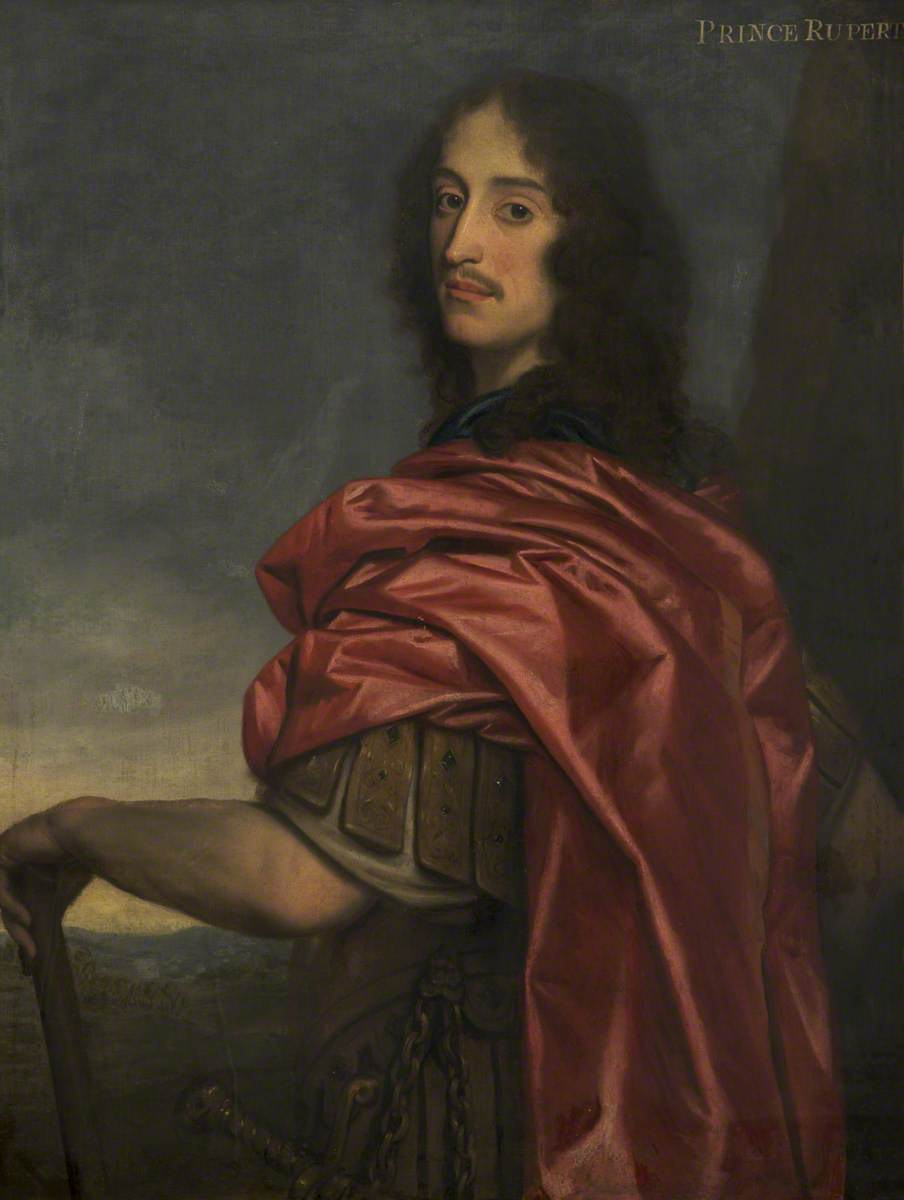
Принц Руперт Пфальцский, герцог Камберлендский (1619—1682)

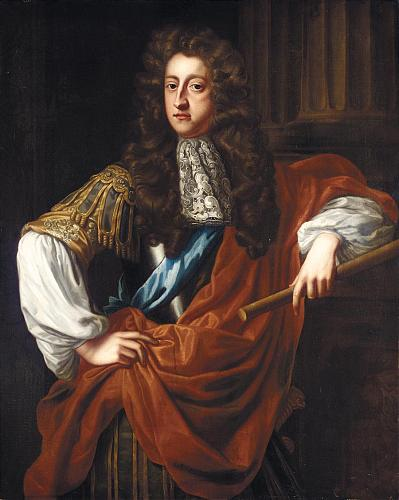
Принц Георг Датский, герцог Камберлендский (1653—1708)

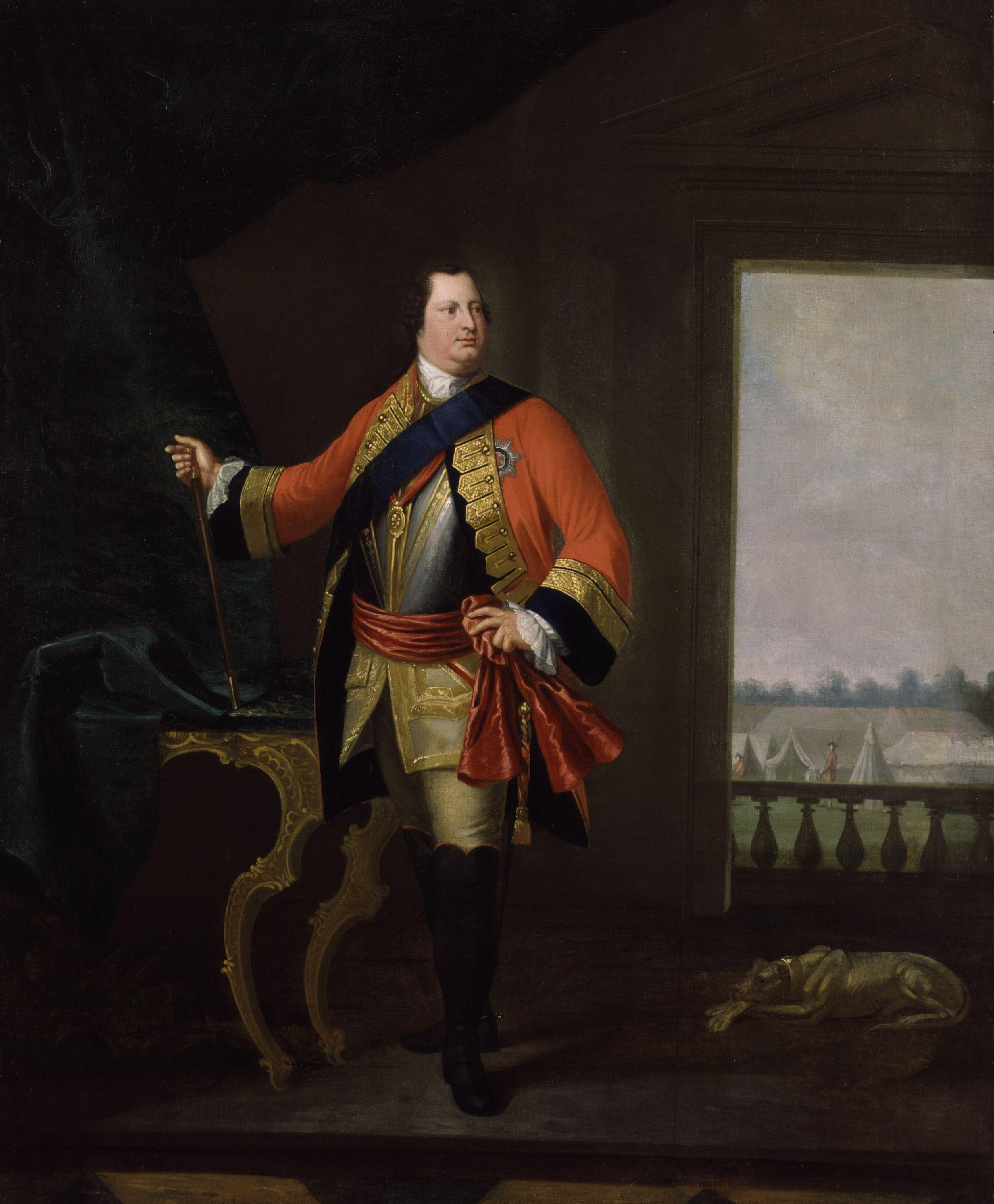
Уильям Август, герцог Камберлендский (1721—1765))

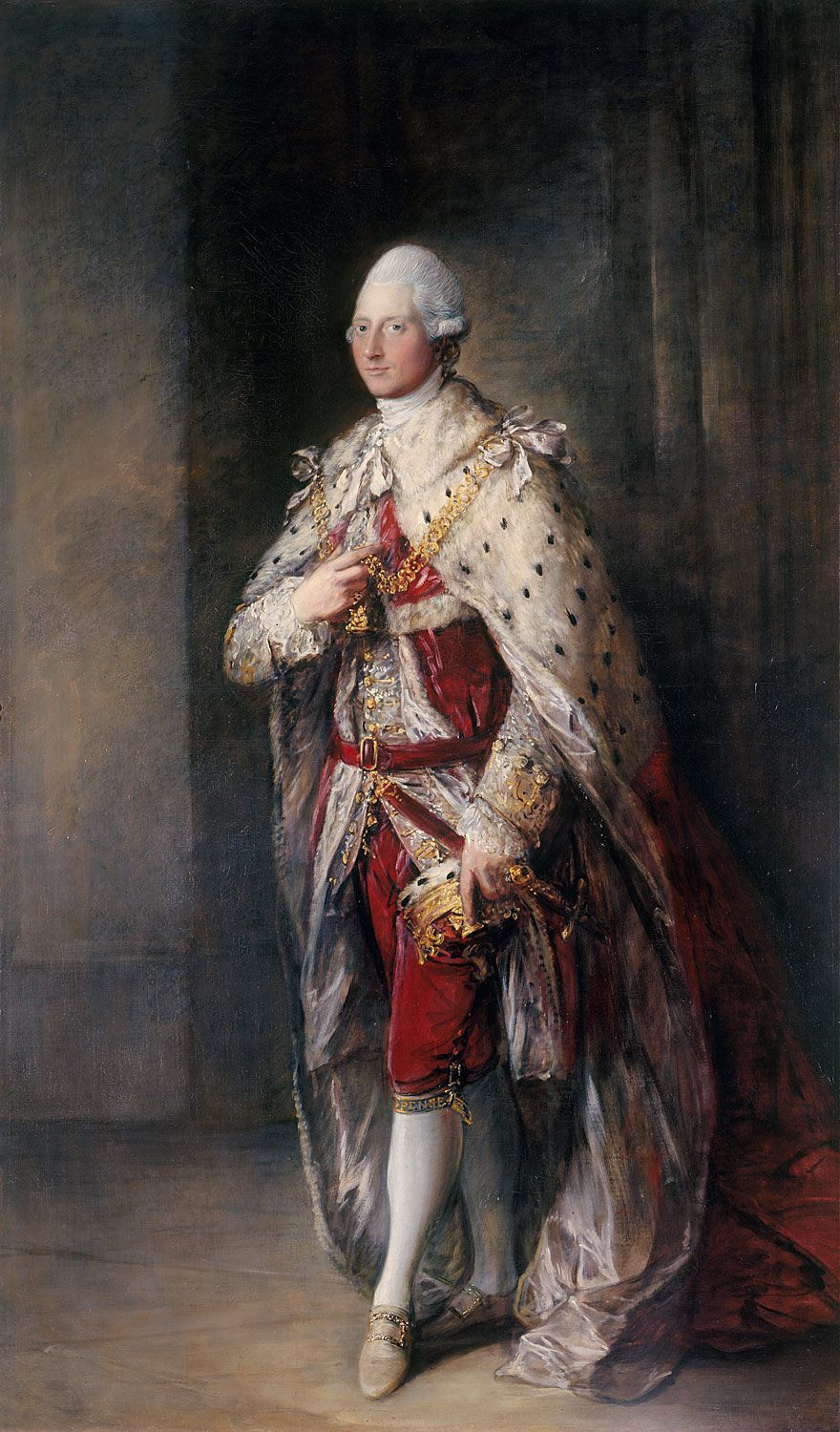
Принц Генри, герцог Камберленд и Стратерн, граф Дублинский (1745—1790), портрет работы Томаса Гейнсборо, 1777 год

Герцог Камберленд или герцог Камберлендский (или, иногда, герцог Кумберлендский) (англ. Duke of Cumberland) — герцогский титул в ранге британского пэра, который несколько раз создавался для младших членов британской королевской семьи, назван так в честь графства Камберленд.

## История
Первая креация, в пэрстве Англии, имела место в 1644 году для принца Руперта Пфальцского, племянника короля Карла I. Когда он умер, не оставив наследников, титул был вновь создан в пэрстве Англии в 1689 году для принца Георга Датского, мужа принцессы Анны, младшей дочери короля Якова II. Он также умер, не оставив наследников, в 1708 году. Ни один из этих людей, однако, не был, как правило, известен под своим пэрским титулом.
Третья креация, в пэрстве Великобритании, имела место для принца Уильяма, второго сына короля Георга II. Другими титулами, предоставленные принцу Уильяму были маркиз Беркхэмпстед, граф Кеннингтон, виконт Трематон и барон Олдерни. Поскольку принц умер неженатым и бездетным, его титулы угасли после его смерти.
Титулы герцога Камберленда и Стратерна и герцога Камберленда и Тэвиотдейла позднее были созданы в пэрстве Великобритании.

## Список титулодержателей

### Герцог Камберленд, первая креация (1644)
- Принц Руперт Пфальцский, сын Фридриха V, курфюрста Пфальцского и Елизаветы Стюарт, племянник короля Карла I, умер без законных наследников.

### Герцог Камберленд, вторая креация (1689)
- Принц Георг Датский, сын Фредерик III Датского и Софии Амалии Брауншвейг-Люнебургской, муж королевы Анны, умер без выживших наследников.

### Герцог Камберленд, третья креация (1726)
маркиз Беркхэмпстед, граф Кеннингтон, виконт Трематон и барон Олдерни (Великобритания, 1726 год)
- Принц Уильям, герцог Камберленд (1721—1765), также известный как «Мясник» Камберленд и «Милый» Уильям, был младшим сыном Георга II, но умер, не оставив потомства.

### Герцог Камберленда и Стратерна (1766)
- Принц Генри, герцог Камберленд и Стратерн (1745—1790), четвертый сын Фредерика, принца Уэльского (1707—1751), и принцессы Августы Саксен-Готской (1719—1772).

### Герцог Камберленд и Тэвиотдейл (1799)
- Эрнст Август I (король Ганновера) (1799—1851)
- Георг V (король Ганновера) (1851—1878)
- Эрнст Август II Ганноверский (1878—1919)